# Limasol (district)
Het district Limasol (Grieks: Επαρχία Λεμεσού; Turks: Limasol kazası) is een van de zes districten van Cyprus. De hoofdstad is Limasol.

## Gemeenten
Volgens de Statistische Dienst van Cyprus bestaat district Limasol uit 107 gemeenten en 5 steden. De steden zijn vetgedrukt:
- Agios Amvrosios
- Agios Athanasios
- Agios Dimitrios
- Agios Georgios
- Agios Ioannis
- Agios Konstantinos
- Agios Mamas
- Agios Pavlos
- Agios Theodoros
- Agios Therapon
- Agios Thomas
- Agios Tychonas
- Agridia
- Agros
- Akapnou
- Akrotiri
- Akrounta
- Alassa
- Alektora
- Amiantos
- Anogyra
- Apesia
- Apsiou
- Arakapas
- Armenochori
- Arsos
- Asgata
- Asomatos
- Avdimou
- Chandria
- Dierona
- Dora
- Doros
- Dymes
- Episkopi
- Eptagonia
- Erimi
- Fasoula
- Fini
- Finikaria
- Gerasa
- Germasogeia
- Gerovasa
- Kalo Chorio
- Kaminaria
- Kantou
- Kapilio
- Kato Kivides
- Kato Mylos
- Kato Platres
- Kato Polemidia
- Kellaki
- Kissousa
- Klonari
- Kilani
- Kolossi
- Korfi
- Kouka
- Kyperounta
- Lania
- Limasol
- Lemithou
- Limnatis
- Lofou
- Louvaras
- Malia
- Mandria
- Mathikoloni
- Mesa Geitonia
- Monagri
- Monagroulli
- Moni
- Moniatis
- Mouttagiaka
- Omodos
- Pachna
- Paleomylos
- Palodia
- Pano Kivides
- Pano Platres
- Pano Polemidia
- Paramali
- Paramytha
- Parekklisia
- Pelendri
- Pentakomo
- Pera Pedi
- Pissouri
- Platanistia
- Potamiou
- Potamitissa
- Prastio (Avdimou)
- Prastio (Kellaki)
- Prodromos
- Pyrgos
- Sanida
- Silikou
- Sotira
- Souni-Zanakia
- Spitali
- Sykopetra
- Trachoni
- Treis Elies
- Trimiklini
- Troodos
- Tserkezi
- Vasa Kellakiou
- Vasa Koilaniou
- Vikla
- Vouni
- Ypsonas
- Zoopigi

Famagusta · Kyrenia · Larnaca · Limasol · Nicosia · Paphos